# Schwefeltrioxid-Pyridin
Schwefeltrioxid-Pyridin ist ein Elektronen-Donor-Akzeptor-Komplex des Schwefeltrioxids mit Pyridin. Es eignet sich als Reagenz, um beispielsweise Alkohole in Sulfate zu überführen. 

## Herstellung
Der Komplex kann in guter Ausbeute hergestellt werden, indem Pyridin zu einer Suspension von Schwefeltrioxid in Tetrachlormethan gegeben wird. Noch etwas bessere Ausbeuten lassen sich mit Chloroform oder 1,2-Dichlorethan als Lösungsmittel erzielen. Auch eine direkte Reaktion der beiden Komponenten ist in verschiedenen Ausführungen möglich. Dazu gehört die Durchmischung durch starkes Rühren, das Einleiten von verdampftem Schwefeltrioxid in Pyridin oder indem beide Komponenten verdampft und dann zusammengeführt werden. Außerdem kann der Komplex durch Reaktion von Pyridin mit Chlorsulfonsäure, Natriumpyrosulfat oder Kaliumpyrosulfat hergestellt werden.

## Eigenschaften
Schwefeltrioxid-Pyridin ist in den meisten Lösungsmitteln schlecht oder gar nicht löslich, darunter in Wasser, n-Hexan, Cyclohexan, Pyridin, Nitrobenzol, Chloroform, Tetrachlorkohlenstoff, Diethylether, Dioxan und Aceton. Löslich ist es dagegen in Dimethylformamid und flüssigem Schwefeldioxid, sowie in konzentrierten Säuren, darunter Schwefelsäure, Salzsäure und Perchlorsäure.

## Reaktionen
Schwefeltrioxid-Komplexe sind in der Handhabung einfacher als freies Schwefeltrioxid und sind deutlich mildere Reagenzien. Die Reaktivität hängt von der komplexierenden Komponente ab, je basischer diese ist, desto stabiler und desto weniger reaktiv ist im Allgemeinen der Komplex. Schwefeltrioxid-Pyridin eignet sich dazu, SO3-Gruppen in diverse Substrate einzuführen. Aus Alkoholen inklusive Sterolen und Kohlenhydraten können so Schwefelsäureester hergestellt werden. Amine, auch solche in Proteinen, können in Sulfamate überführt werden. Einige ungesättigte Verbindungen können zu Sulfonsäuren umgesetzt werden. Der Komplex kann beispielsweise Ethanol und Butanol zu den entsprechenden Sulfaten umsetzen. Die Sulfatierung von Benzylalkohol gelingt in Kohlenstoffdisulfid. Schwefeltrioxid-Pyridin kann gut Sterole sulfatieren, hier eignet sich Chloroform als Lösungsmittel. Auch Kohlenhydrate wie Cellulose können sulfatiert werden. Die Reaktionsbedingungen müssen je nach Substrat variiert werden. Die Amino- und Hydroxygruppen vieler Substrate können in Pyridin bei 100 °C derivatisiert werden. Die Reaktion in alkalischer wässriger Lösung bei niedrigen Temperaturen funktioniert in weniger Fällen, eignet sich aber im Gegensatz zu der anderen Methode zur Umsetzung von Imidazolen. Der Komplex kann beispielsweise Pyrrol sulfonieren. Zusammen mit Dimethylsulfoxid wird Schwefeltrioxid-Pyridin in der Parikh-Doering-Oxidation von Alkoholen zu Aldehyden und Ketonen eingesetzt.